# South African Broadcasting Corporation
South African Broadcasting Corporation (SABC, Corporación de Radiodifusión Sudafricana) es la empresa de radiotelevisión estatal de Sudáfrica, la cual posee 18 estaciones de radio (AM/FM), así como 5 canales de televisión. Es miembro asociado de la Unión Europea de Radiodifusión.

## Historia

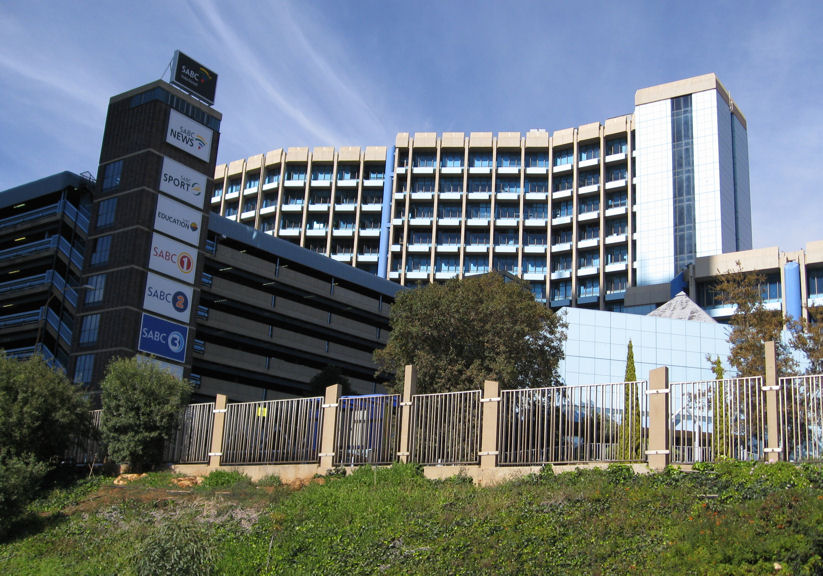
Sede de la SABC en Johannesburgo

### Primeros años
Las transmisiones radiales comenzaron en Sudáfrica en 1923. La SABC fue establecida en 1936 a través de un Acta del Parlamento, y reemplazó a la African Broadcasting Corporation, de control estatal, formada en 1927. Fue considerada como un monopolio por varios años, y era controlada por el gobierno de minoría blanca encabezado por el Partido Nacional. La Corporación es conocida en afrikáans como Suid-Afrikaanse Uitsaaikorporaise (SAUK), a pesar de que este nombre ya no se utiliza en los documentos oficiales.
Hasta 1979, la SABC también operaba servicios radiotelevisivos en Namibia, la cual en ese entonces pertenecía a Sudáfrica, pero en ese año, dichas operaciones fueron transferidas a la South West African Broadcasting Corporation (SWABC). Esta, posteriormente, se convertiría en la Namibian Broadcasting Corporation (NBC) tras la independencias del país en 1990.

### Historia reciente
En 1996, la SABC y sus diversos servicios fueron reestructurados para entregar un mejor servicio y reflejar la nueva sociedad democrática de la Sudáfrica posterior al fin del Apartheid. Ha sido acusada también de favorecer al partido político Congreso Nacional Africano, principalmente en los segmentos informativos. Sin embargo, mantiene un rol dominante en los medios de comunicación del país.

## Radio

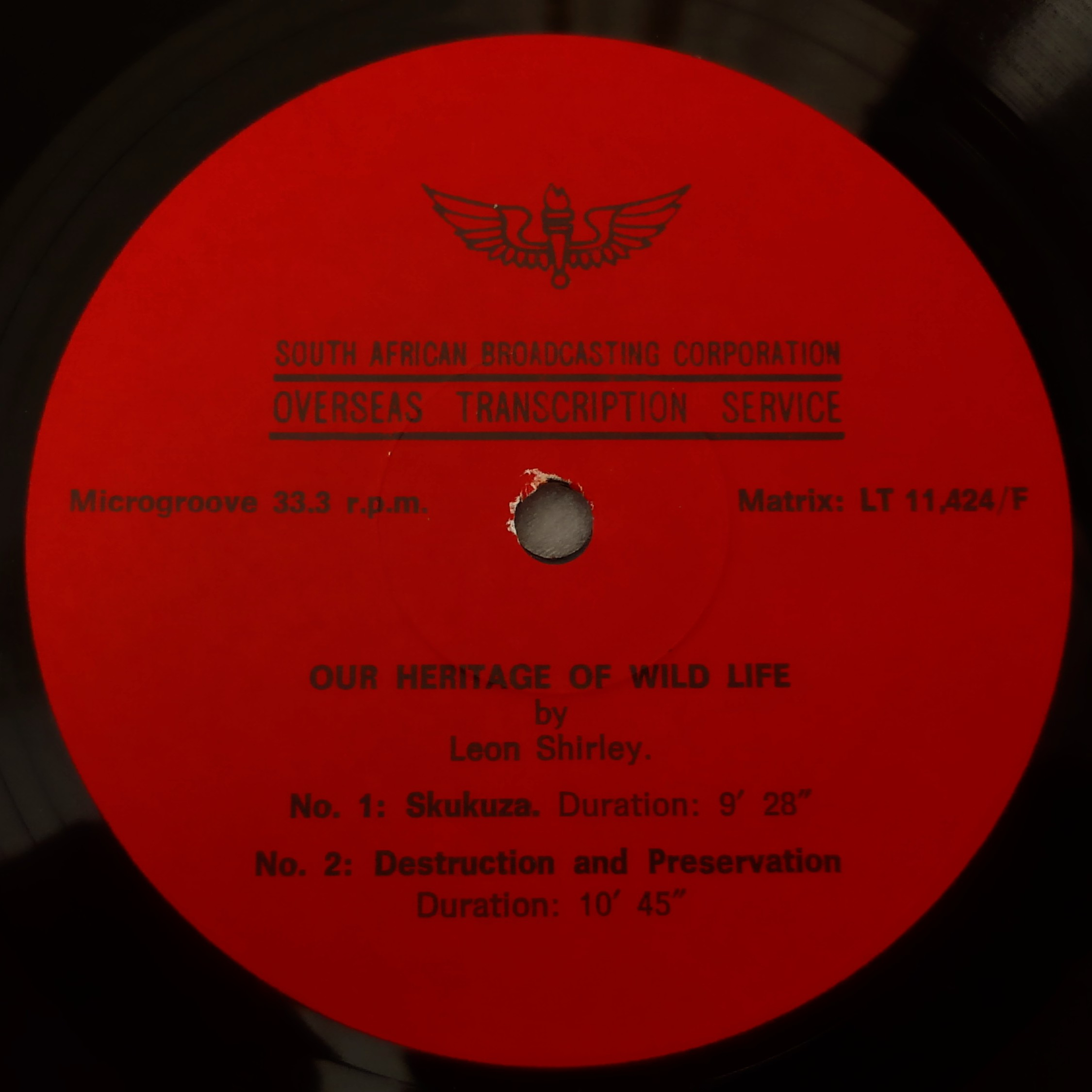
Disco de la década de 1970 del SABC para servicios de transmisión en el extranjero.

### Establecimiento
La SABC fue establecida por un Acta del Parlamento en 1936, la cual tomó control de la African Broadcasting Company. Esta compañía fue la responsable de algunas de las primeras transmisiones radiales en Sudáfrica en los años 20. La SABC estableció servicios en los entonces idiomas oficiales del país, el inglés y el afrikáans, incorporando posteriormente transmisiones en lenguas étnicas como el Zulú, el Xhosa, el Sesotho y el Tswana. El primer servicio comercial de SABC, iniciado en 1950, era conocido como Springbok Radio, que transmitía en inglés y afrikáans. Las estaciones regionales de FM se iniciaron en los años 60. Las selecciones de música popular de la SABC reflejaban el estilo conservador inicial del gobierno del Partido Nacional, emitiendo poca música de The Beatles o The Rolling Stones en favor de grupos de música más suave, como el grupo estadounidense Bread.
En 1966 la SABC también creó un servicio internacional, conocido como Radio RSA, la cual transmite en inglés, suajili, francés, portugués, holandés y alemán.  Durante la época del apartheid también transmitió en español por Onda Corta.  Actualmente es conocido como Channel África.

### Reestructuración de 1996
En 1996, la SABC llevó a cabo una importante reestructuración de sus servicios. El servicio principal de radio en inglés se convirtió en SAfm. El nuevo servicio prontamente desarrolló una audiencia respetable y fue considerada como la radio principal de la nueva democracia sudafricana.
Similarmente, la competencia de SABC Radio ha alcanzado grandes niveles de aceptación popular. Radio 702 (propiedad de Primedia), Cape Talk y 94.7 Highveld Stereo han crecido paulatinamente en lo que se refiere a niveles de audiencia y aumento de sus ingresos luego de la liberación de las frecuencias aéreas en Sudáfrica. Otras estaciones que han mejorado su audiencia (sobre todo entre la población negra) son YFM y Kaya FM (ambas en manos de gente negra y enfocadas al público de color).

### Lista de estaciones
Las estaciones se organizan según el idioma que se hable en el país. Para el caso del idioma inglés, se varían por temática al ser el idioma más hablado del país.
- SAfm en inglés
- 5FM en inglés
- Good Hope FM en inglés y afrikáans
- Metro FM en inglés
- Radio Sonder Grense en afrikáans
- Radio 2000 en inglés
- Ukhozi FM en zulú
- Umhlobo Wenene FM en xhosa
- Thobela FM en pedi
- Lesedi FM in sesoto
- Motsweding FM en tswana
- Phalaphala FM en venda
- Munghana Lonene FM en tsonga
- Ligwalagwala FM en swazi
- Ikwekwezi FM en ndebele
- Lotus FM en inglés para la comunidad india
- X-K FM en Xu y Khwe
- Tru FM en inglés y xhosa

Entre 1950 y 1985, existió una emisora de carácter comercial llamada Springbok Radio. Existe un servicio de archivo de la emisora disponible en Internet.

## Televisión

### Primeros años (1971-1995)
En 1971, después de años de controversia acerca de la introducción de la televisión, la SABC fue autorizada para introducir los servicios de televisión en color, la cual comenzó sus transmisiones experimentales en las principales ciudades el 5 de mayo de 1975, antes de que el servicio lograra cobertura nacional el 5 de enero de 1976, marcando así el inicio oficial de las emisiones regulares de la televisión en Sudáfrica. Inicialmente, el servicio televisivo era financiado completamente a través del pago de licencias, de la misma manera que en el Reino Unido, pero la publicidad comenzó en 1978. La SABC (tanto la televisión como la radio) es aún parcialmente financiada por el pago de licencias (actualmente 225 Rand por año).
El servicio televisivo inicialmente transmitía sólo en inglés y afrikáans, con énfasis en programas religiosos los domingos.
Una teleserie local, The Villagers, ambientada en una mina de oro, fue bien recibida por el público, cosa que no ocurrió con The Dingleys. De acuerdo a la política del apartheid en Sudáfrica, la unión británica de actores Equity inició un boicot en la venta de programas a Sudáfrica, aduciendo que la mayoría de la programación adquirida en los primeros años de la corporación provenía de los Estados Unidos. Sin embargo, la serie policial de Thames Television, The Sweeney, fue brevemente emitida en SABC TV, doblada al afrikáans como Blitspatroille. Posteriormente, cuando otros programas eran doblados del idioma original, el sonido en la lengua materna se transmitía en simultáneo en la radio FM.
Con un presupuesto limitado, los primeros programas propios apuntaban al público infantil, destacando los programas Haas Das se Nuus Kas y Oscar in Asblikfontein, ambos realizados en afrikáans.
En 1982, un segundo canal fue introducido, transmitiendo en lenguas africanas. El canal principal, entonces llamado TV1, a menudo dividía su programación entre inglés y afrikáans. Los subtítulos en la televisión sudafricana son casi inexistentes, a pesar de que varias teleseries no-inglesas presentan subtítulos en inglés. El segundo canal, denominado TV2, TV3 o TV4, dependiendo de la hora de transmisión, fue posteriormente renombrado en 1992 como CCV (Contemporary Community Values). Un tercer canal fue introducido, conocido como TSS, o Topsport Surplus, siendo Topsport el nombre comercial para la cobertura deportiva de SABC, pero ésta fue renombrada en 1994 como NNTV (National Network TV).
La televisión de la SABC puede ser vista ampliamente en Botsuana, Lesoto y Suazilandia. La SABC también ayudó a la South West African Broadcasting Corporation en Namibia a establecer su servicio de televisión en 1981 con básicamente videocintas de programas realizados en Sudáfrica. Ésta corporación se convirtió en la Namibian Broadcasting Corporation en 1990.

### Historia reciente (1996 - actualidad)
En 1996, casi dos años después del ascenso al poder de la ANC, la SABC reorganizó sus tres canales de televisión, con tal de ser más representativo de los distintos grupos lingüísticos. Estos nuevos canales fueron llamados SABC 1, SABC 2, y SABC 3. Esto resultó en la disminución de horas de transmisión en afrikáans, un cambio que molestó a la población blanca. La SABC también absorbió la estación Bop TV, del ex-bantustán de Bofutatsuana.

#### Otras transmisiones noticiosas
La SABC transmitía los noticieros de CNN International desde 1990, pero los descontinuó desde la invasión a Irak en 2003. Posteriormente, emitía la programación informativa de BBC World a primeras horas de la mañana. Actualmente emite deportes. Los televidentes sudafricanos que desean ver noticias internacionales sin el filtro de SABC News (y que puedan pagar el servicio), pueden suscribirse a DStv, la cual transmite las señales de CNN International, BBC World News, y Sky News.

### Nuevos servicios
En los últimos años, la SABC comenzó a transmitir dos canales de TV en el resto del continente, SABC Africa (un servicio noticioso) y Africa 2 Africa (programas de entretención de Sudáfrica y otros países africanos), en 1999. Estos canales eran gratis para los clientes de DStv. En 2003, Africa 2 Africa fue fusionada con SABC Africa. Los boletines informativos de SABC Africa son también emitidos en el canal de TV satelital Original Black Entertainment (OBE) en el Reino Unido.
En 2005, SABC anunció el lanzamiento de dos canales de televisión regional, SABC4 y SABC5, con énfasis en los otros idiomas oficiales de Sudáfrica aparte del inglés. SABC4 transmite en tswana, sesoto, pedi, tsonga, venda, y afrikáans además del inglés, para las provincias del norte del país. En las provincias del sur, SABC5 transmite en xhosa, zulú, ndebele, y suazi, así como en afrikáans e inglés.
A diferencia de los otros servicios televisivos de la SABC, SABC4 y SABC5 no están disponibles vía satélite. Desde luego, el lanzamiento de estos canales no ocurrió.

### Competencia
En 1986, el monopolio televisivo de la SABC se vio amenazado con el lanzamiento de un servicio para suscriptores, conocido como M-Net, creada por un consorcio de publicadores de periódicos. Sin embargo, no pudo transmitir sus propios noticieros ni programas de asuntos internos, los cuales seguían siendo privilegio de la SABC. El dominio de la SABC finalizó con el lanzamiento del primer canal privado de televisión abierta en Sudáfrica, ETV. La televisión satelital también se expandió, mientras que la compañía hermana de M-Net, Multichoice, lanzó su servical de televisión digital satelital (DStv) en 1995. La mayoría de los canales de la SABC son provistos en este servicio.

### Lista de estaciones
Históricamente, el servicio nacional de televisión sudafricana, ha ido ampliándose conforme a la población tanto negra como caucásica y sus lenguas referentes. Actualmente, el servicio se organiza de la siguiente forma:

#### Canales nacionales
- SABC 1: Lanzado originalmente en 1975, oficialmente en 1976 y relanzado en 1996 con su denominación actual (tomando la frecuencia de CCV). Transmite principalmente en lenguas Nguni, y secundariamente en inglés. Emite una programación generalista.
- SABC 2: Lanzado originalmente en 1981 y relanzado en 1996 con su denominación actual (tomando la frecuencia de TV1). Transmite en afrikáans, sesoto, tswana, venda, tsonga e inglés. Emite una programación generalista.
- SABC 3: Lanzado originalmente en 1991 y relanzado en 1996 con su denominación actual. Transmite en inglés, y desde 2009, en afrikáans. Emite una programación dirigida a un público juvenil con una variedad de series norteamericanas.

#### Canales digitales
El servicio también opera tres canales digitales: 
- SABC News: Canal de noticias. Lanzado en 2013.
- SABC Sport: Canal de deportes.
- SABC Education: Canal educativo.

Se tiene previsto que la SABC lance un nuevo canal temático conforme a la transición hacia la televisión digital terrestre.
En todos los casos, los sudafricanos tienen que pagar un impuesto para mantener el servicio mediante el sistema TV Licenses.